# 阿基爾貝格島

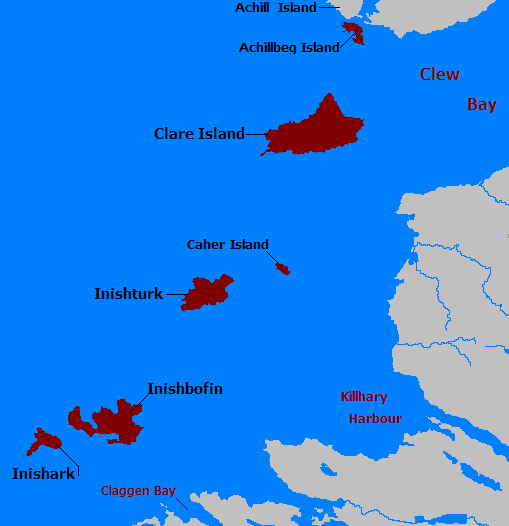

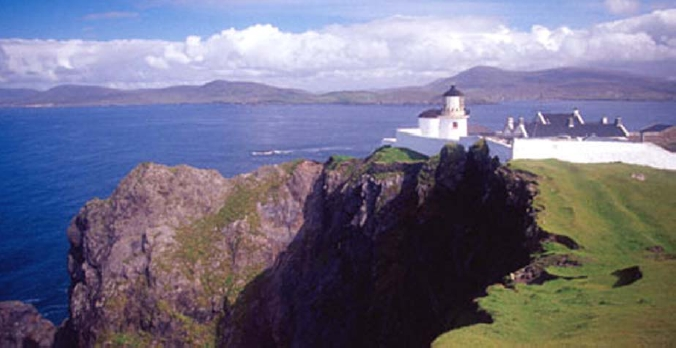

阿基爾貝格島是愛爾蘭的島嶼，由梅奧郡負責管轄，位於阿基爾島以南的大西洋海域，長2.3公里、寬1.2公里，面積1.32平方公里，最高點海拔高度110米，島上無人居住。